# Gyrophaena kangasi
Gyrophaena kangasi är en skalbaggsart som beskrevs av Rutanen 1994. Gyrophaena kangasi ingår i släktet Gyrophaena, och familjen kortvingar. Enligt den finländska rödlistan är arten otillräckligt studerad i Finland. Arten har ej påträffats i Sverige. Artens livsmiljö är skogar.